# Tephrina wehrlii
Tephrina wehrlii är en fjärilsart som beskrevs av Brandt 1941. Tephrina wehrlii ingår i släktet Tephrina och familjen mätare. Inga underarter finns listade i Catalogue of Life.